# 매너티
매너티(영어: manatee)는 바다소목 매너티과에 속하는 포유동물의 총칭이다.
분류학적으로는 매너티과의 하위분류로는 매너티속(Trichechus) 하나 밖에 없다. 영어의 'sea cow'를 직역하여 바다소 혹은 해우라고도 불린다. 바다소목의 매너티과와 듀공과는 두개골과 꼬리의 모습에서 차이를 보이는데, 듀공은 고래처럼 꼬리가 갈라진 반면 매너티의 꼬리에는 물갈퀴가 있다. 또한, 듀공보다 짧은 주둥이를 가지고 있다.
몸길이는 5m 정도이고 몸무게가 650kg쯤 나간다. 초식동물로 열대와 아열대의 산호초가 있는 연안에서 생활하며 바닷말을 주식으로 한다. 윗입술은 반씩 갈라져 있어 식물을 먹을 때 집게처럼 사용한다. 매너티는 하루에 45kg 이상의 수초를 먹어치운다. 피부는 엷거나 짙은 회색이며, 짧고 뻣뻣한 털이 온몸에 흩어져 있다. 앞다리는 노처럼 생겼고, 꼬리는 둥그스름하며, 뒷다리는 없다. 입 밖으로 나온 엄니는 송곳니가 아니고 앞니이다. 입은 돼지와 비슷하고 몸은 토실토실 살쪘으며, 꼬리에 큰 꼬리지느러미가 있다. 겁이 많으며, 다른 동물로부터의 공격을 피하기 위해 바다생활을 하게 된 것으로 짐작된다. 1시간 이상 잠수하여 바다 밑바닥에 정지해 있기도 하다. 동작은 둔하여 유영속력도 시속 6km 정도이며, 밤에는 드물게 해변가에 상륙할 때도 있다. 수면에서 새끼를 안고 젖을 먹이는 습성이 있어 뱃사람들로부터 인어로 오인되기도 하며, '바다의 인어'라는 별명이 붙여졌다.

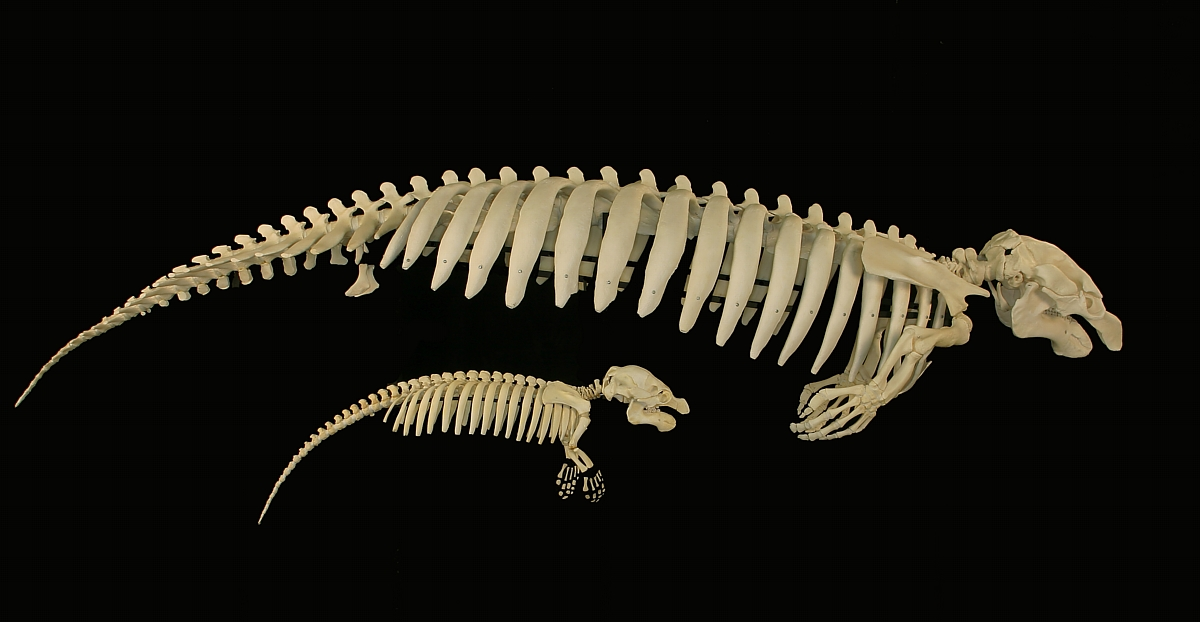
매너티 성체와 새끼의 뼈대, 오클라호마 자연사 박물관

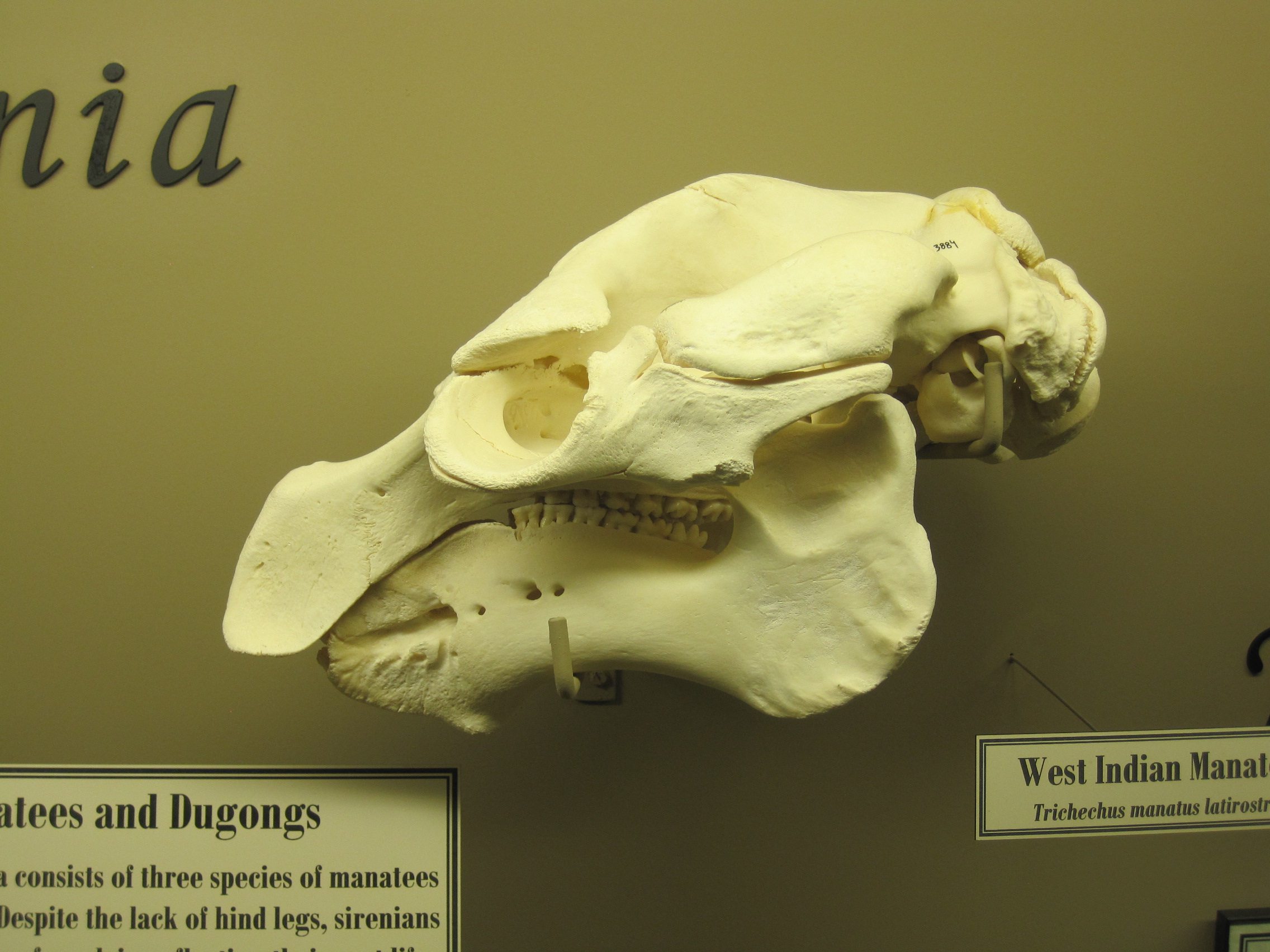
서인도제도매너티의 두개골, 오클라호마 자연사 박물관

## 하위 종
종으로는 아프리카 서해안에 서식하는 서아프리카매너티(Trichechus senegalensis), 남아메리카 동해안에 서식하는 아마존메너티
(T. inunguis), 그리고 카리브해에 서식하는 서인도제도매너티(T. manatus)가 있다. 한때는 플로리다매너티(T. latirostris)를 독립된 종으로 분류했었으나 ITIS에서는 이를 서인도제도매너티의 아종(T. m. latirostris)으로 분류하여 이것이 일반화되었다.
- 아마존매너티 (T. inunguis)
- 서인도제도매너티 (T. manatus)
- 아프리카매너티 (T. senegalensis)
- 난쟁이매너티 (T. pygmaeus 또는 T. bernhardi의 오기?)

## 계통 분류
다음은 아프로테리아상목의 계통 분류이다.
| 코끼리땃쥐목   | 코끼리땃쥐과                                                    |
|                | 코끼리땃쥐과                                                    |
| 아프리카땃쥐목 | \| \| 황금두더지과 \| \| \| \| \| \| 고슴도치붙이과 \| \| \| \| |
|                | \| \| 황금두더지과 \| \| \| \| \| \| 고슴도치붙이과 \| \| \| \| |
|                | 황금두더지과                                                    |
|                |                                                                 |
|                | 고슴도치붙이과                                                  |
|                |                                                                 |

|  | 황금두더지과   |
|  |                |
|  | 고슴도치붙이과 |
|  |                |

| 코끼리땃쥐목   | 코끼리땃쥐과                                                    |
|                | 코끼리땃쥐과                                                    |
| 아프리카땃쥐목 | \| \| 황금두더지과 \| \| \| \| \| \| 고슴도치붙이과 \| \| \| \| |
|                | \| \| 황금두더지과 \| \| \| \| \| \| 고슴도치붙이과 \| \| \| \| |
|                | 황금두더지과                                                    |
|                |                                                                 |
|                | 고슴도치붙이과                                                  |
|                |                                                                 |

|  | 황금두더지과   |
|  |                |
|  | 고슴도치붙이과 |
|  |                |

| 장비목   | 코끼리과                                            |
|          | 코끼리과                                            |
| 바다소목 | \| \| 듀공과 \| \| \| \| \| \| 매너티과 \| \| \| \| |
|          | \| \| 듀공과 \| \| \| \| \| \| 매너티과 \| \| \| \| |
|          | 듀공과                                              |
|          |                                                     |
|          | 매너티과                                            |
|          |                                                     |

|  | 듀공과   |
|  |          |
|  | 매너티과 |
|  |          |

| 장비목   | 코끼리과                                            |
|          | 코끼리과                                            |
| 바다소목 | \| \| 듀공과 \| \| \| \| \| \| 매너티과 \| \| \| \| |
|          | \| \| 듀공과 \| \| \| \| \| \| 매너티과 \| \| \| \| |
|          | 듀공과                                              |
|          |                                                     |
|          | 매너티과                                            |
|          |                                                     |

|  | 듀공과   |
|  |          |
|  | 매너티과 |
|  |          |

| 코끼리땃쥐목   | 코끼리땃쥐과                                                    |
|                | 코끼리땃쥐과                                                    |
| 아프리카땃쥐목 | \| \| 황금두더지과 \| \| \| \| \| \| 고슴도치붙이과 \| \| \| \| |
|                | \| \| 황금두더지과 \| \| \| \| \| \| 고슴도치붙이과 \| \| \| \| |
|                | 황금두더지과                                                    |
|                |                                                                 |
|                | 고슴도치붙이과                                                  |
|                |                                                                 |

|  | 황금두더지과   |
|  |                |
|  | 고슴도치붙이과 |
|  |                |

| 코끼리땃쥐목   | 코끼리땃쥐과                                                    |
|                | 코끼리땃쥐과                                                    |
| 아프리카땃쥐목 | \| \| 황금두더지과 \| \| \| \| \| \| 고슴도치붙이과 \| \| \| \| |
|                | \| \| 황금두더지과 \| \| \| \| \| \| 고슴도치붙이과 \| \| \| \| |
|                | 황금두더지과                                                    |
|                |                                                                 |
|                | 고슴도치붙이과                                                  |
|                |                                                                 |

|  | 황금두더지과   |
|  |                |
|  | 고슴도치붙이과 |
|  |                |

| 장비목   | 코끼리과                                            |
|          | 코끼리과                                            |
| 바다소목 | \| \| 듀공과 \| \| \| \| \| \| 매너티과 \| \| \| \| |
|          | \| \| 듀공과 \| \| \| \| \| \| 매너티과 \| \| \| \| |
|          | 듀공과                                              |
|          |                                                     |
|          | 매너티과                                            |
|          |                                                     |

|  | 듀공과   |
|  |          |
|  | 매너티과 |
|  |          |

| 장비목   | 코끼리과                                            |
|          | 코끼리과                                            |
| 바다소목 | \| \| 듀공과 \| \| \| \| \| \| 매너티과 \| \| \| \| |
|          | \| \| 듀공과 \| \| \| \| \| \| 매너티과 \| \| \| \| |
|          | 듀공과                                              |
|          |                                                     |
|          | 매너티과                                            |
|          |                                                     |

|  | 듀공과   |
|  |          |
|  | 매너티과 |
|  |          |

## 행동

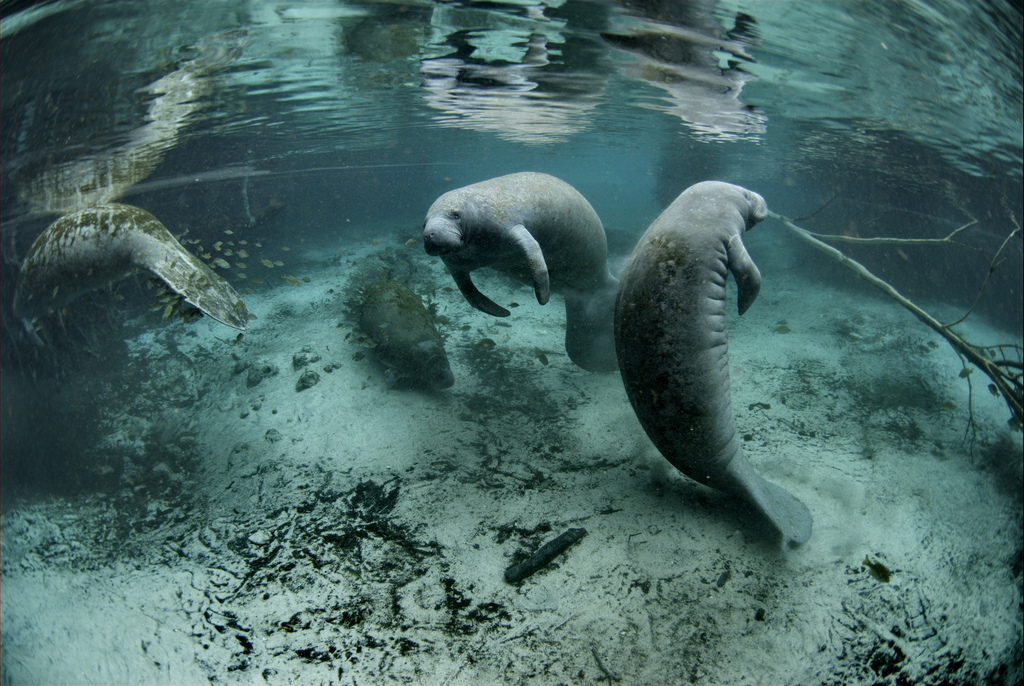
멸종위기에 처한 플로리다 매너티(Trichechus manatus)

새끼를 가진 어미나 수용적인 암컷을 따르는 수컷을 제외하고 매너티는 일반적으로 홀로 살아가는 동물이다. 매너티는 하루의 절반 가까이 잠을 자고, 20분 미만의 간격으로 규칙적으로 공기를 마시기 위해 수면 위로 떠오른다. 나머지 시간은 대부분 1~2 m 깊이의 얕은 물에서 풀을 뜯으며 보낸다. 플로리다 아종(T. m. latrostris)은 60년까지 사는 것으로 알려져 있다.

### 이동
일반적으로 매너티는 5~8 km/h(3~5 mph) 정도에서 헤엄친다. 하지만, 최고 시속 30킬로미터(20 mph)까지 수영하는 것으로 알려져 있다.

### 지능과 학습

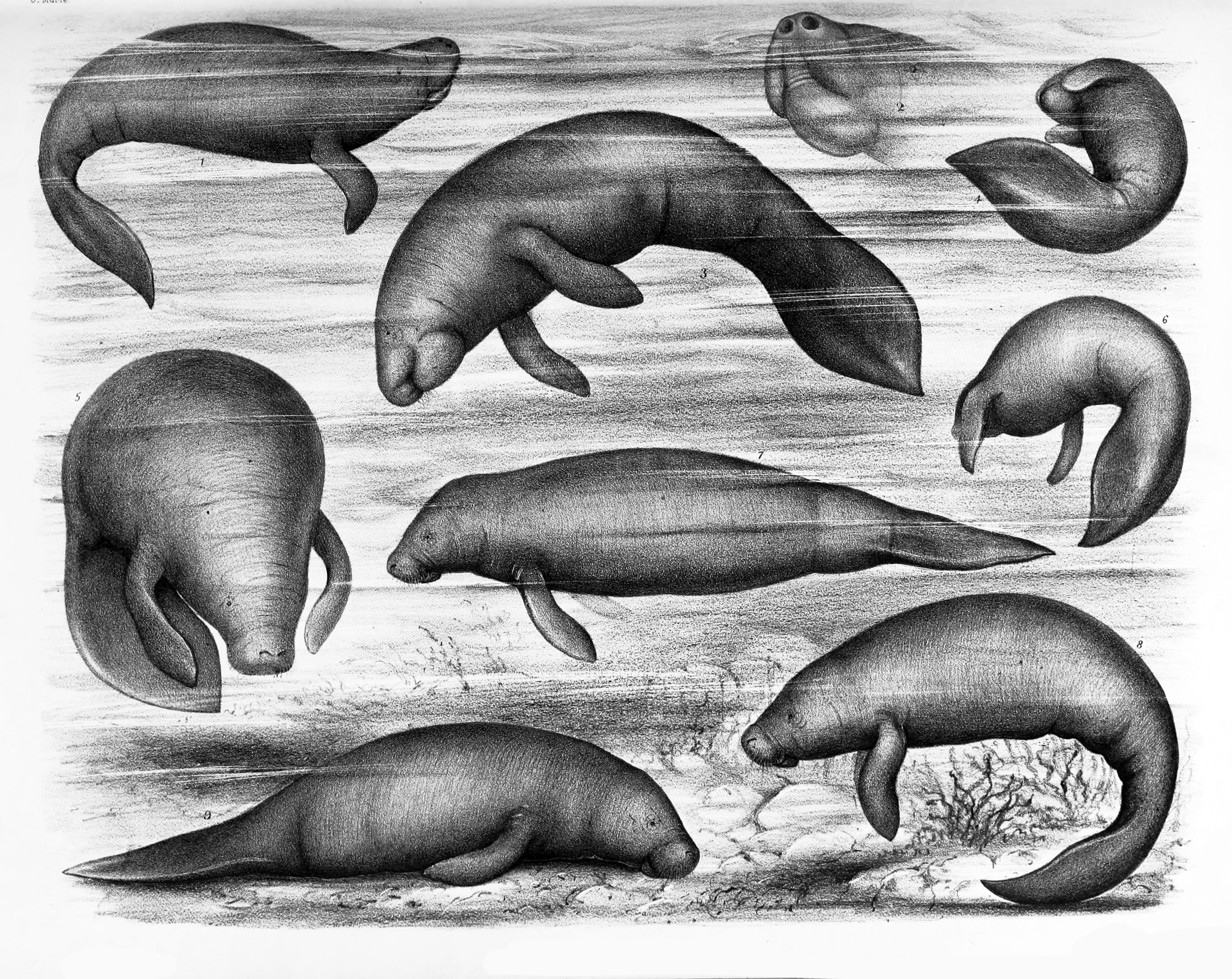
포획된 매너티의 자세

매너티는 변별 과제를 이해할 수 있고 복잡한 연상학습의 징후를 보인다. 또한 그들은 장기 기억력이 좋다. 이들은 청각, 빛, 시각 연구에서 돌고래와 유사한 변별 및 과제 학습 능력을 입증한다.

### 번식
매너티는 보통 2년에 한 번 새끼를 낳는다. 일반적으로 새끼 한 마리만 태어난다. 잉태 기간은 약 12개월이며 암컷은 1년에 한 번 이상 발정 주기가 있을 수 있지만 새끼에게 젖을 떼는 데는 12개월에서 18개월이 더 걸린다.

### 의사소통
매너티는 특히 어미와 새끼 사이에서의 의사소통에 사용되는 다양한 소리를 낸다. 그들의 귀는 내부적으로는 크지만 외부 개구부는 작으며, 양쪽 눈 뒤에 각각 10 cm씩 위치한다. 성체들은 성적인 행동과 놀이를 하는 동안 접촉을 유지하기 위해 의사소통을 한다. 맛과 냄새는 시각, 소리, 촉감 외에도 의사소통의 형태일 수도 있다.

### 먹이
매너티는 초식 동물로 60종 이상의 민물 (예: 떠다니는 히아신스, 물옥잠과의 수초, 악어 잡초, 물상추, 검정말, 미나리, 사향 풀, 맹그로브 잎)과 염수 식물 (예: 바다 풀, 모래 풀, 매너티 풀, 거북 풀, 줄말, 바다 클로버, 해조류)을 먹는다. 그들의 갈라진 윗 입술을 이용해서, 성체는 보통 하루에 몸무게의 10~15%(약 50 kg)까지 섭취한다. 이런 양을 소비하려면 매너티는 하루에 최대 7시간 동안 풀을 뜯어야 한다. 식물에 기초한 식단에서 셀룰로오스의 높은 농도의 소화 과정을 돕기 위해 매너티는 후장 발효를 이용한다. 매너티는 그물에서 적은 수의 물고기를 먹는 것으로 알려져 있다.

### 섭식활동

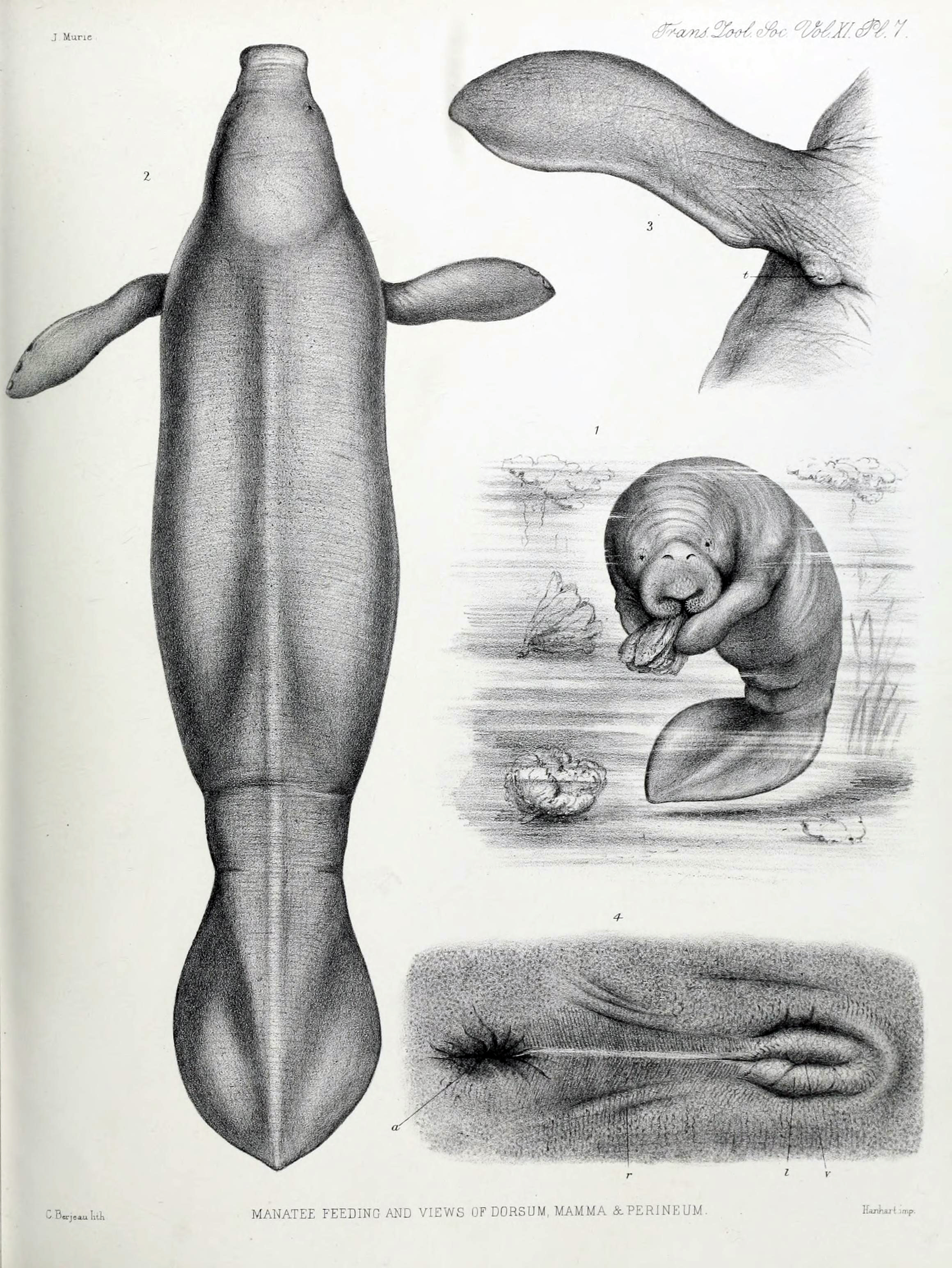
매너티 삽화

매너티는 지느러미를 이용하여 기질에 있는 식물과 뿌리를 캐는 동안 바닥을 따라 걷는다. 식물을 발견하면 지느러미를 이용해 본인의 입술 쪽으로 초목을 퍼낸다. 매너티는 물건을 잡을 수 있는 입술을 가지고 있고, 윗입술 패드는 좌우로 갈라져 독립적으로 움직일 수 있다. 입술은 일곱 개의 근육을 이용해 식물을 다루고 찢는다. 매너티는 자신들의 입술과 앞 지느러미를 사용해서 식물을 입으로 옮긴다. 매너티는 앞니가 없지만 입술 뒤, 입 천장에는 촘촘하고 굴곡이 있는 패드가 있다. 이 뿔 같은 굴곡과 매너티의 아래턱은 섭취한 식물 물질을 찢는다.

### 이빨의 상태
매너티는 4줄의 이빨을 가지고 있다. 위턱과 아래턱의 양옆을 따라 6~8개의 고관절 어금니가 위치하여 총 24~32개의 납작하고 질감이 거친 치아가 있다. 거친 초목을 먹으면 치아가 마모되고, 특히 에나멜 치관이 손상되지만, 연구 결과에 따르면 매너티 어금니의 에나멜 구조가 약하다고 한다. 이를 보완하기 위해 매너티는 치아를 지속적으로 교체한다. 앞 어금니가 닳으면 교체되는 것이다. 어금니 뒷줄에서 어금니가 뽑히고 천천히 앞으로 나아가서 코끼리와 비슷하게 컨베이어 벨트의 에나멜 치관처럼 대체한다. 이 과정은 매너티의 일생 동안 계속된다. 치아가 앞으로 이동하는 속도는 앞니가 얼마나 빨리 마모되느냐에 달려 있다. 다른 연구에서는 0.1 cm/개월로 나타나지만, 일부 연구에서는 그 비율이 약 1 cm/개월로 나타나기도 한다.

## 멸종위기
한때는 기름과 고기와 가죽 때문에 수렵,18세기 스텔라 매너티가 멸종당하는 일도 있었으나 현재는 법으로 보호받고 있다. 현재 서인도제도매너티는 멸종위기에 처해 있다. 동물보호덕분에 매너티의 천적은 없지만, 개발로 인해 서식지를 잃어가고 있으며, 많은 개체가 모터보트의 프로펠러에 등이나 다리에 부상을 입고 있다. 매너티는 가끔 먹이를 먹다가, 주변의 낚시도구를 삼키기도 한다. 낚시바늘과 낚시추보다 낚시줄이 매너티에게 더 치명적인 것으로 알려져 있는데, 매너티의 소화능력을 떨어뜨려 서서히 죽이는 것이다.

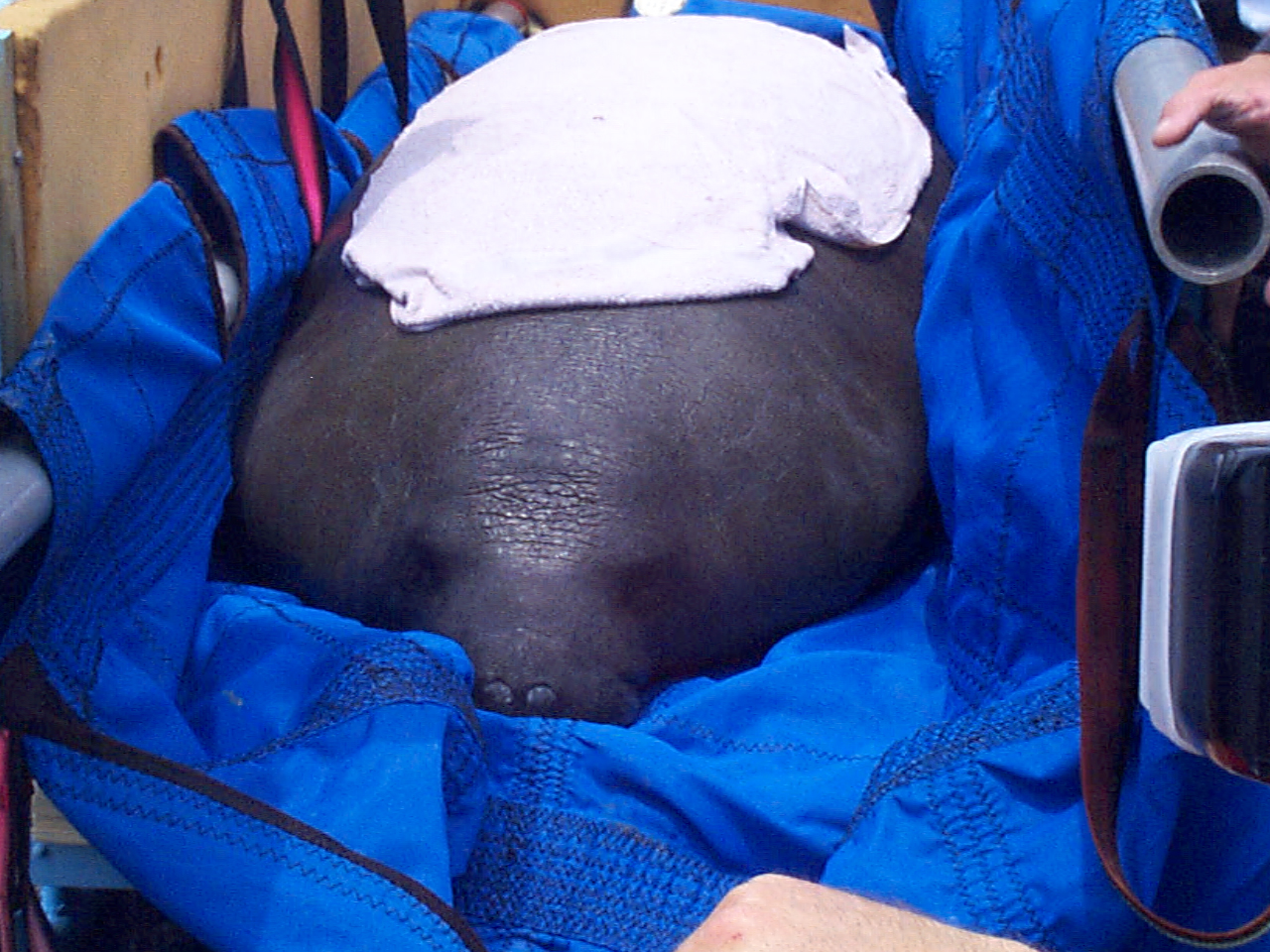
1998년에 구조된 매너티.

매너티는 발전소의 따듯해진 냉각수를 찾아 모이기도 한다. 그 환경에 적응하여 겨울에 따뜻한 곳으로 이주하지 않고 눌러앉아서 사는 경우도 있다. 미국남부의 마이애미에서도 따뜻한 날씨에 적응한 매너티들이 번식을 위해서 찾아오는데, 현지주민들은 비디오 촬영등으로 그들의 방문을 환영한다. 최근에 발전소가 문을 닫게 되면서 매너티에게 주는 환경 변화가 알려지면서 U.S. Fish and Wildlife Service는 매너티를 위하여 물을 덥히는 방안을 모색하고 있다. 야생동물보호단체중에는 매너티에게 후원자를 정해주어서 보호하는 단체도 있다.

## 같이 보기
- 난쟁이매너티
- 바다코끼리
- 코끼리물범
- 바다표범(물범)
- 물개
- 바다사자